# Pierre Ceyrac
Pierre Ceyrac (ur. 18 września 1946 w Douai, zm. 21 kwietnia 2018 w Bondues) – francuski polityk i przedsiębiorca, deputowany krajowy, eurodeputowany III kadencji.

## Życiorys
Z wykształcenia prawnik, pracował w międzynarodowym konsultingu. Był aktywnym członkiem Kościoła Zjednoczeniowego, pełnił funkcję sekretarza generalnego ruchu CAUSA, organizacji politycznej tej sekty na Europę. Zakończył tę działalność w 1997.
Działał także we Froncie Narodowym (do 1994). W latach 1986–1988 sprawował mandat posła do Zgromadzenia Narodowego VIII kadencji. Od 1989 do 1994 był posłem do Parlamentu Europejskiego III kadencji. W PE pracował w Komisji ds. Stosunków Gospodarczych z Zagranicę. W 1992 został także radnym regionu Nord-Pas-de-Calais.